# Ken Kutaragi

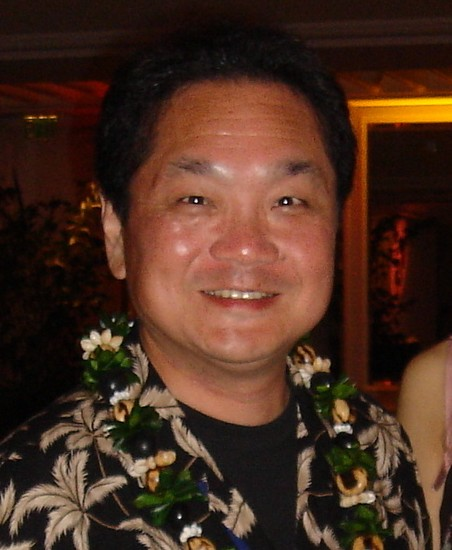
Ken Kutaragi.

Ken Kutaragi (f 1950) var ledare för den del inom företaget Sony som utvecklar TV-spel. Ken Kutaragi är mest känd för att vara den drivande kraften bakom utvecklandet av PlayStation, PlayStation 2, PlayStation Portable och PlayStation 3. 
Ken Kutaragi fick sin första praktiska erfarenhet av TV-spel i två tidiga samarbeten med det japanska företaget Nintendo Det första uppdraget gick ut på att utveckla en digital ljudkrets som skulle användas i konsolen Super NES. Det andra uppdraget gick ut på att utveckla en CD-ROM läsare till samma konsol. Ken Kutaragi blev rasande när Nintendo slutligen valde att inte fortsätta samarbetet med Sony och beslutade sig då för att på egen hand fortsätta utvecklingen av vad som med tiden skulle bli känt som PlayStation.